# Slobodan Marović
Slobodan Marović (Antivari, 13 agosto 1964) è un ex calciatore serbo, di ruolo difensore.

## Carriera
Debutta da professionista nel 1984 con l'Osijek con cui gioca due stagioni, passando poi alla Stella Rossa di Belgrado, con cui vince tre campionati della RSF di Jugoslavia, una Coppa di Jugoslavia e la Coppa dei Campioni 1990-1991.
Nella stagione 1992 si trasferisce in Svezia, al titolo IFK Norrköping.
Chiude la carriera in Danimarca, al Silkeborg IF.

## Palmarès

### Club

#### Competizioni nazionali
- Campionato jugoslavo: 3

Stella Rossa: 1987-1988, 1989-1990, 1990-1991
- Coppa di Jugoslavia: 1

Stella Rossa: 1989-1990

#### Competizioni internazionali
- Coppa dei Campioni: 1

Stella Rossa: 1990-1991